# Megaloblatta

Megaloblatta longipennis en Costa Rica.

Megaloblatta es un género de cucarachas de la familia Ectobiidae. Incluye la especie viva más grande de cucarachas, (Megaloblatta longipennis), que puede crecer hasta 9,7 centímetros (3,8 pulgadas) de largo y tener una envergadura de hasta 20 centímetros (7,9 pulgadas).
Megaloblatta, como muchos otros insectos, usa la estridulación para alejar a sus depredadores. Es menos probable que los insectos estriduladores sean depredados en comparación con individuos de especies con incapacidad para estridular.

## Distribución
Megaloblatta se encuentra en México, Costa Rica, Panamá, Nicaragua, Perú, Colombia, y en Ecuador.